# Forbes (Australie)
Pour les articles homonymes, voir Forbes (homonymie).
Forbes est une ville australienne située dans la zone d'administration locale du même nom, dont elle est le chef-lieu, en Nouvelle-Galles du Sud. 

## Géographie
La ville est située dans la région du Centre-Ouest en Nouvelle-Galles du Sud, à 380 km à l'ouest de Sydney. Elle est arrosée par la Lachlan et traversée par la Newell Highway.

## Démographie
La population s'élevait à 8 432 habitants en 2016.

## Galerie

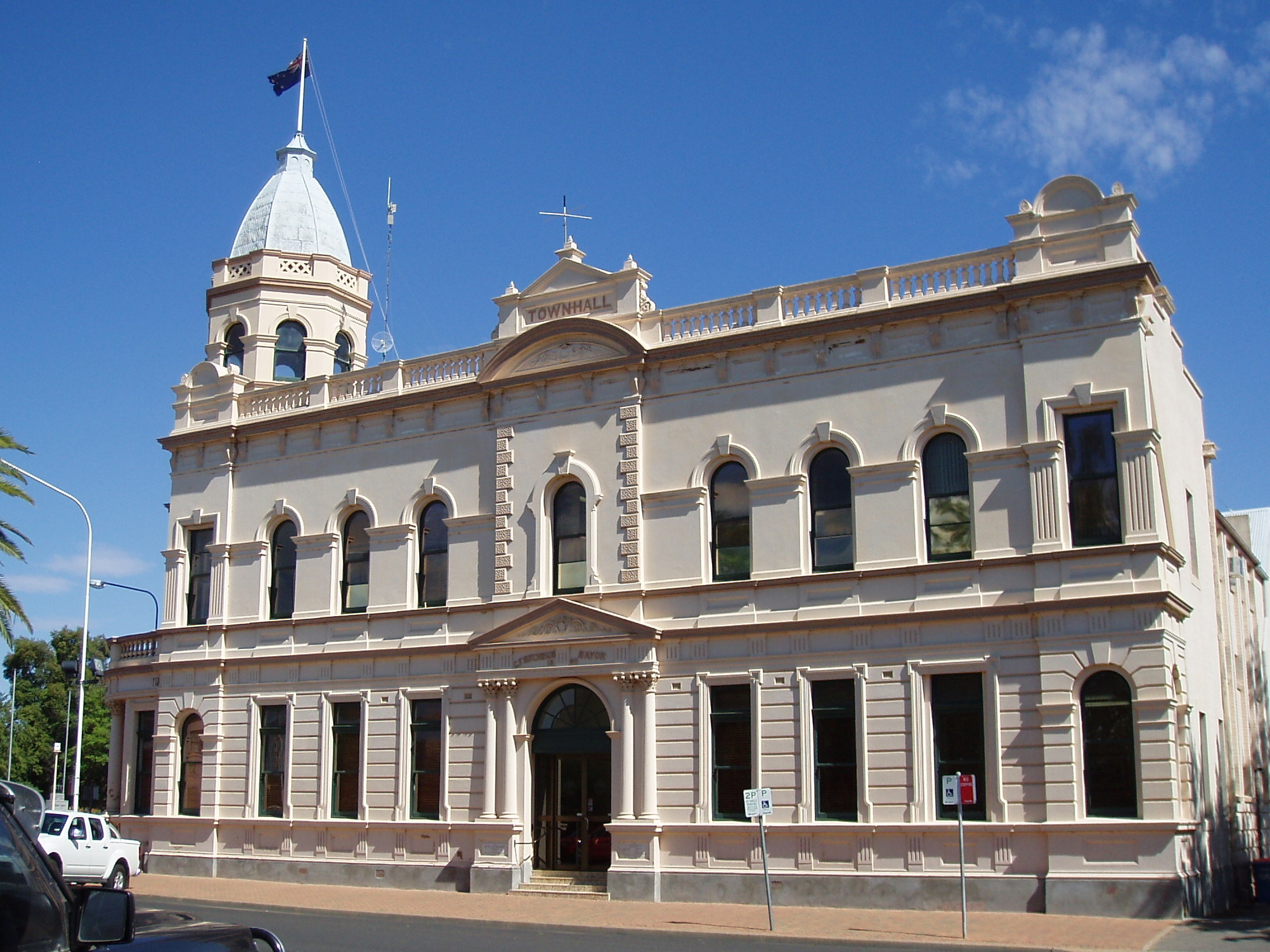
l'hôtel de ville
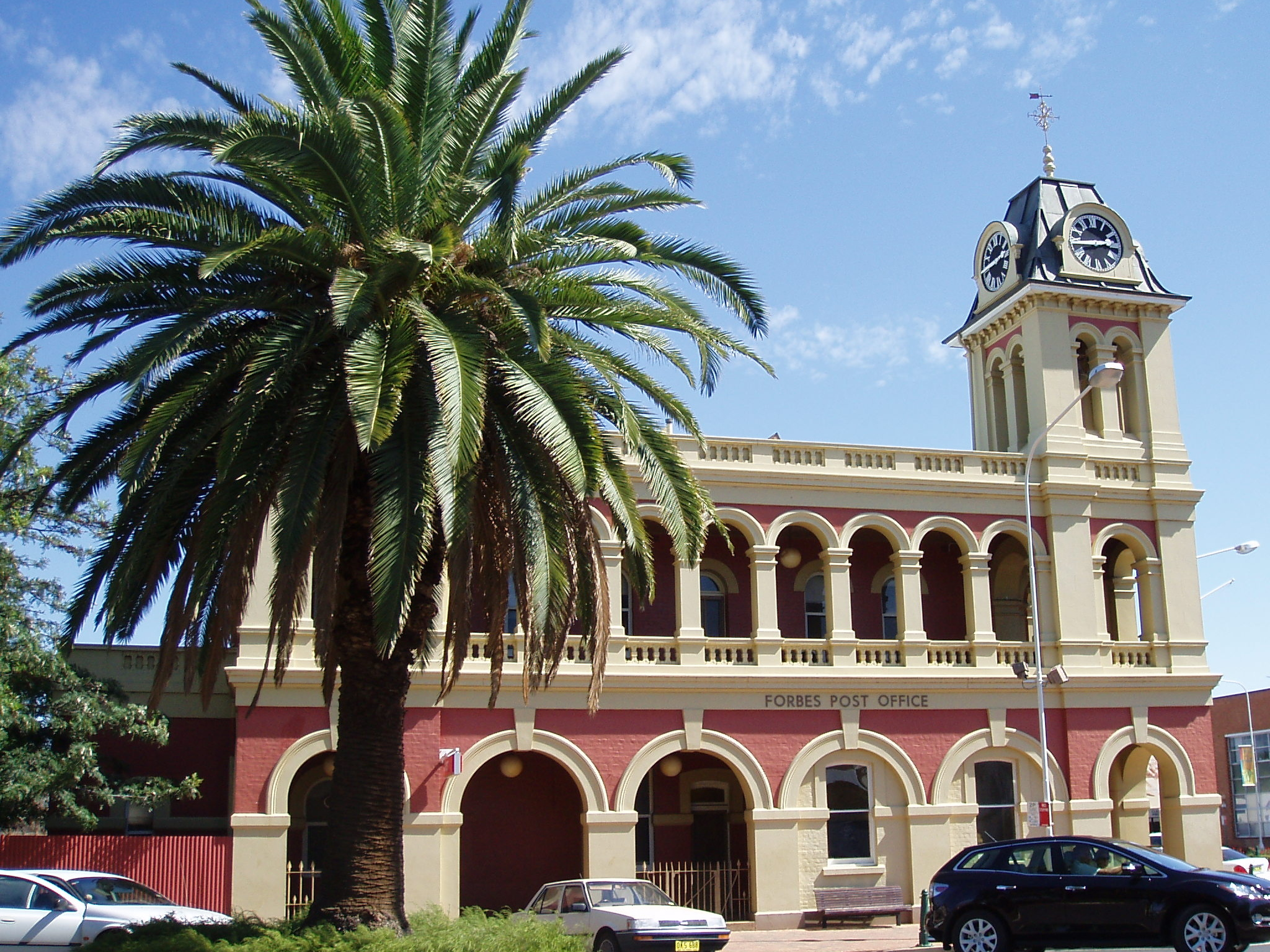
le bureau de poste
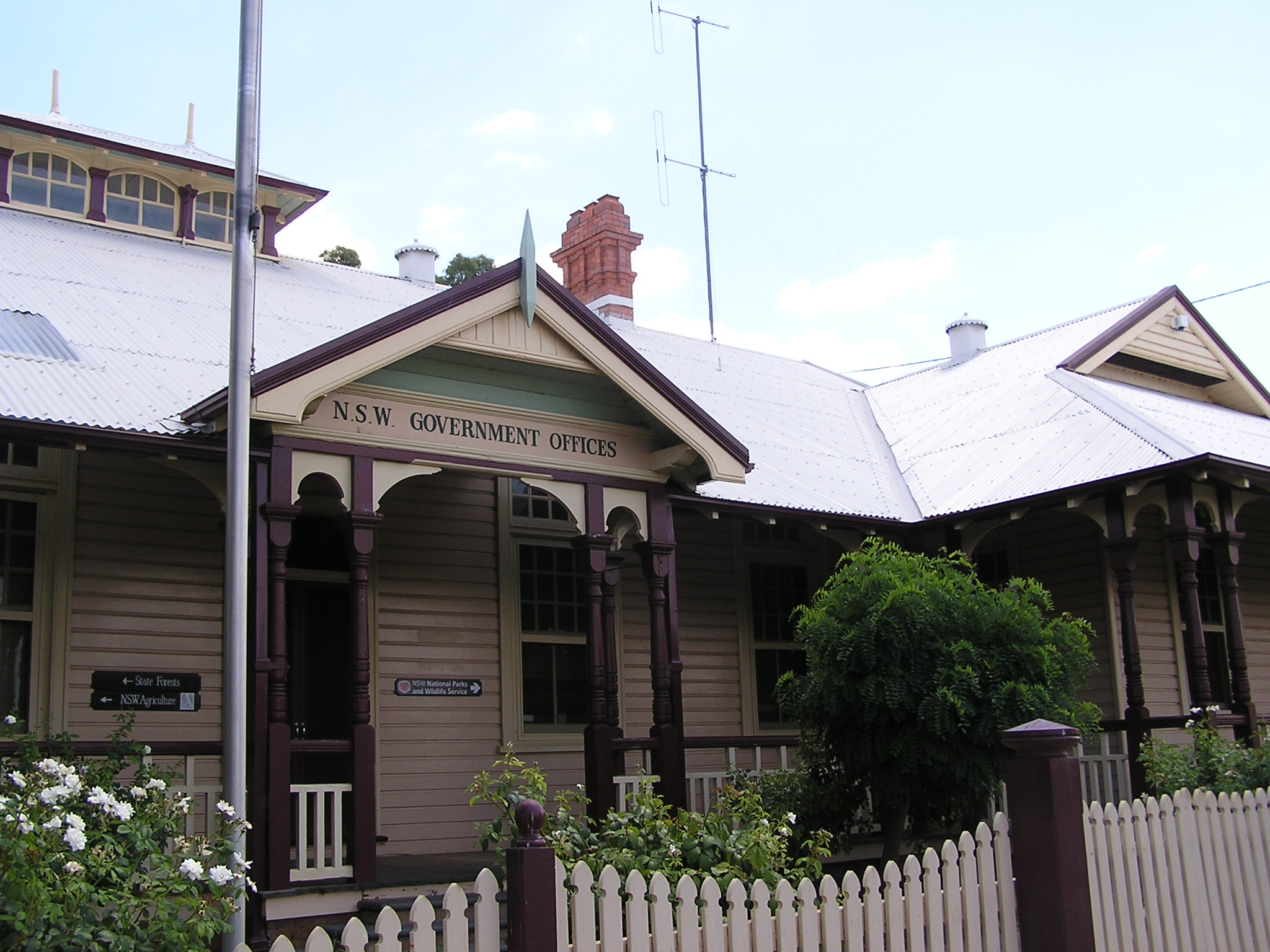
Le centre administratif de Forbes, un bâtiment entièrement en bois.